# Brain-sur-l’Authion
Brain-sur-l’Authion korábbi község Franciaország Loire mente régiójában, Maine-et-Loire megyében. 2016. január 1-jén hat másik korábbi községgel egyesült és Loire-Authion új község része lett.
Lakosainak száma 3350 fő (2018. január 1.). Brain-sur-l’Authion Andard, La Bohalle, Corné, La Daguenière, Le Plessis-Grammoire, Saint-Barthélemy-d’Anjou és Trélazé községekkel határos.

## Népesség
A település népességének változása:
| Lakosok száma | 1278 | 1314 | 2190 | 2622 | 2803 | 3369 | 3378 | 3438 | 3488 | 3350 |
|               | 1962 | 1968 | 1982 | 1990 | 1999 | 2008 | 2011 | 2013 | 2017 | 2018 |